# Gabriela Mihalcea
Gabriela Mihalcea (ur. 27 stycznia 1964 w Aradzie) – rumuńska lekkoatletka, specjalizująca się w skoku o tyczce (karierę rozpoczynała od skoku wzwyż).
W 1987 otrzymała karę dwuletniej dyskwalifikacji za doping.

## Osiągnięcia
- brązowy medal halowych mistrzostw Europy (Sztokholm 1996)
- 4. lokata na mistrzostwach Europy (Budapeszt 1998)

## Rekordy życiowe
- skok o tyczce (stadion) – 4,22 (1999) rekord Rumunii
- skok o tyczce (hala) – 4,25 (1999) rekord Rumunii
- skok wzwyż – 1,96 (1987)